# 2022年怡保PA-28坠机事故
2022年8月1日晚间，一架派珀28-161在马来西亚霹雳州怡保兵如河南岸务边路的甘榜双溪罗甘机头朝地坠毁，造成机上两人1死1伤。

## 经过
飞机在1日晚间的8时05分从苏丹阿兹兰沙国际机场附近的飞行学校起飞，不久后的8时07分左右空管人员收到了Mayday呼叫，飞机此后坠毁，机头向下垂直插入了公路下方住宅前水沟旁的小巷地面。8时10分警方及消拯局接到报案赶往现场。9时25分，一名人员被救出，意识清醒。另一名人员则在稍后被救出，惟呼吸已无，两人被送往怡保苏丹后端姑拜侬医院（怡保中心医院）。

## 机组人员
两人均是来自飞行学校的教练，52岁的死者是来自雪兰莪士毛月的法京祖法（Fajim Juffa Mustafa Kamal），他曾是马来西亚空军中校，在军中驾驶米格-29戰鬥機。他的父亲在1989年死于空难，而他本人也曾在2004年因飞机引擎故障失事，受困树上长达数日之久。法医结果显示，他死于颈部及胸部创伤。62岁的伤者是来自吉隆坡白沙罗高原的莫哈末丁（Muhammad Din Fikri Zainal Abidin），他在事故发生时操控飞机。

## 调查与反应
马来西亚交通部长魏家祥将本次事故描述为“一场严重的飞行训练学校事故”，并要求航空部门彻查。
馬來西亞民航管理局于次日早晨开始了对事故的调查。
霹雳州州务大臣沙拉尼表示，馬來西亞民航管理局应该采取措施防止类似航空器在居民区坠落的危险事件发生。
飞行学校的拥有者公司向逝者家属表示了慰问。
2023年1月16日，官方发布了关于这起空难的最终报告，其中指出人为疏失是造成事故的主要原因。